# Henrietta Ónodi
Henrietta Ónodi född den 22 maj 1974 i Békéscsaba, Ungern, är en ungersk gymnast.
Hon tog OS-guld i hopp och OS-silver i fristående i samband med de olympiska gymnastiktävlingarna 1992 i Barcelona.